# (6569) Ondaatje
(6569) Ondaatje ist ein erdnaher Asteroid des Amor-Typs, der am 22. Juni 1993 von der US-amerikanischen Astronomin Jean Mueller am Palomar-Observatorium (Sternwarten-Code 675) in Kalifornien entdeckt wurde.
Der Asteroid wurde am 13. Juni 2006 nach dem auf Sri Lanka geborenen kanadischen Schriftsteller und Dichter Michael Ondaatje (* 1943) benannt, dessen Roman Der englische Patient 1996 verfilmt wurde und bei der Oscarverleihung 1997 neunmal erfolgreich war.